# جوزيف إليس (كاتب)
جوزيف إليس (بالإنجليزية: Joseph Ellis)‏ هو مؤرخ وكاتب أمريكي، ولد في 18 يوليو 1943 في واشنطن العاصمة في الولايات المتحدة.

## وصلات خارجية
- الموقع الرسمي